# Пасај
Пасај (фил./таг. , :  шп. Pásay),  је град и истовремено стамбено насеље које се налази у региону или метрополитанској области Велике Маниле, југозападно од Маниле (Филипини) приближно на источној обали, са популацијом од 354.908 становника и густином од 18.679/км² ( 48,378,4 /ск ми).
У овом граду се налази Меморијални музеј и библиотека Лопез, у којој се налази збирка слика филипинских уметника. У близини се налази међународни аеродром Ниној Акино, који дели са градом Паранаке.

## Историја
Године 1727. име Пасаи је промењено у Пинеда, у част Дон Корнелија Пинеде, шпанског хортикултуристе, поред тога је познат по томе да је тражио од својих чувара цивилну заштиту од разбојника. Име Пинеда, уз Пасај, коришћено је као назив места све до почетка 20. века.
Почетком 19. века звао се Малибај, а био је део провинције Манила (Corregimiento de Tondó) на чијој територији се налазио трг и град Манила.
Ово место је постало независна општина 2. децембра 1863. године, на датум који се обележава као годишњица оснивања.

## Демографија

### Клима
Према систему Кепенове климатске класификације, у Манили влада тропска саванска клима (Aw). Заједно са остатком Филипина, Манила у целости лежи у тропима. Близина екватору условљава веома мал температурни опсег, који ретко иде испод 20 °C (68 °F) или изнад 38 °C (100 °F). Температурне екстреме чини доњи лимит од 14,5 °C (58,1 °F) [11. јануар 1914] и горњи лимит од 38,6 °C (101,5 °F) [7. мај 1915].
| Клима Пасај (Међународни аеродрум Ниној Акино) 1981–2010, ектрими 1947–2012 | Клима Пасај (Међународни аеродрум Ниној Акино) 1981–2010, ектрими 1947–2012 | Клима Пасај (Међународни аеродрум Ниној Акино) 1981–2010, ектрими 1947–2012 | Клима Пасај (Међународни аеродрум Ниној Акино) 1981–2010, ектрими 1947–2012 | Клима Пасај (Међународни аеродрум Ниној Акино) 1981–2010, ектрими 1947–2012 | Клима Пасај (Међународни аеродрум Ниној Акино) 1981–2010, ектрими 1947–2012 | Клима Пасај (Међународни аеродрум Ниној Акино) 1981–2010, ектрими 1947–2012 | Клима Пасај (Међународни аеродрум Ниној Акино) 1981–2010, ектрими 1947–2012 | Клима Пасај (Међународни аеродрум Ниној Акино) 1981–2010, ектрими 1947–2012 | Клима Пасај (Међународни аеродрум Ниној Акино) 1981–2010, ектрими 1947–2012 | Клима Пасај (Међународни аеродрум Ниној Акино) 1981–2010, ектрими 1947–2012 | Клима Пасај (Међународни аеродрум Ниној Акино) 1981–2010, ектрими 1947–2012 | Клима Пасај (Међународни аеродрум Ниној Акино) 1981–2010, ектрими 1947–2012 | Клима Пасај (Међународни аеродрум Ниној Акино) 1981–2010, ектрими 1947–2012 |
| Показатељ \ Месец                                                           | .Јан.                                                                       | .Феб.                                                                       | .Мар.                                                                       | .Апр.                                                                       | .Мај.                                                                       | .Јун.                                                                       | .Јул.                                                                       | .Авг.                                                                       | .Сеп.                                                                       | .Окт.                                                                       | .Нов.                                                                       | .Дец.                                                                       | .Год.                                                                       |
| --------------------------------------------------------------------------- | --------------------------------------------------------------------------- | --------------------------------------------------------------------------- | --------------------------------------------------------------------------- | --------------------------------------------------------------------------- | --------------------------------------------------------------------------- | --------------------------------------------------------------------------- | --------------------------------------------------------------------------- | --------------------------------------------------------------------------- | --------------------------------------------------------------------------- | --------------------------------------------------------------------------- | --------------------------------------------------------------------------- | --------------------------------------------------------------------------- | --------------------------------------------------------------------------- |
| Апсолутни максимум, °C (°F)                                                 | 35,8 (96,4)                                                                 | 35,1 (95,2)                                                                 | 36,5 (97,7)                                                                 | 37,8 (100)                                                                  | 38,1 (100,6)                                                                | 38,0 (100,4)                                                                | 36,0 (96,8)                                                                 | 35,2 (95,4)                                                                 | 34,9 (94,8)                                                                 | 36,0 (96,8)                                                                 | 35,8 (96,4)                                                                 | 34,2 (93,6)                                                                 | 38,1 (100,6)                                                                |
| Максимум, °C (°F)                                                           | 30,2 (86,4)                                                                 | 31,0 (87,8)                                                                 | 32,5 (90,5)                                                                 | 34,1 (93,4)                                                                 | 33,8 (92,8)                                                                 | 32,5 (90,5)                                                                 | 31,3 (88,3)                                                                 | 30,8 (87,4)                                                                 | 31,0 (87,8)                                                                 | 31,1 (88)                                                                   | 31,1 (88)                                                                   | 30,2 (86,4)                                                                 | 31,6 (88,9)                                                                 |
| Просек, °C (°F)                                                             | 26,1 (79)                                                                   | 26,7 (80,1)                                                                 | 28,0 (82,4)                                                                 | 29,5 (85,1)                                                                 | 29,7 (85,5)                                                                 | 28,8 (83,8)                                                                 | 28,0 (82,4)                                                                 | 27,7 (81,9)                                                                 | 27,8 (82)                                                                   | 27,7 (81,9)                                                                 | 27,4 (81,3)                                                                 | 26,5 (79,7)                                                                 | 27,8 (82)                                                                   |
| Минимум, °C (°F)                                                            | 22,0 (71,6)                                                                 | 22,5 (72,5)                                                                 | 23,6 (74,5)                                                                 | 25,0 (77)                                                                   | 25,5 (77,9)                                                                 | 25,1 (77,2)                                                                 | 24,6 (76,3)                                                                 | 24,6 (76,3)                                                                 | 24,6 (76,3)                                                                 | 24,3 (75,7)                                                                 | 23,7 (74,7)                                                                 | 22,7 (72,9)                                                                 | 24,0 (75,2)                                                                 |
| Апсолутни минимум, °C (°F)                                                  | 14,8 (58,6)                                                                 | 14,6 (58,3)                                                                 | 16,0 (60,8)                                                                 | 18,7 (65,7)                                                                 | 19,1 (66,4)                                                                 | 20,0 (68)                                                                   | 18,3 (64,9)                                                                 | 17,4 (63,3)                                                                 | 19,1 (66,4)                                                                 | 18,0 (64,4)                                                                 | 17,2 (63)                                                                   | 16,3 (61,3)                                                                 | 14,6 (58,3)                                                                 |
| Количина кише, mm (in)                                                      | 6,8 (0,268)                                                                 | 4,2 (0,165)                                                                 | 4,0 (0,157)                                                                 | 16,0 (0,63)                                                                 | 70,4 (2,772)                                                                | 265,2 (10,441)                                                              | 316,7 (12,469)                                                              | 418,4 (16,472)                                                              | 255,2 (10,047)                                                              | 283,4 (11,157)                                                              | 99,0 (3,898)                                                                | 28,6 (1,126)                                                                | 1.767,8 (69,598)                                                            |
| Дани са кишом (≥ 0.1 mm)                                                    | 2                                                                           | 1                                                                           | 1                                                                           | 1                                                                           | 6                                                                           | 14                                                                          | 16                                                                          | 19                                                                          | 16                                                                          | 14                                                                          | 8                                                                           | 3                                                                           | 101                                                                         |
| Релативна влажност, %                                                       | 75                                                                          | 72                                                                          | 68                                                                          | 67                                                                          | 72                                                                          | 77                                                                          | 81                                                                          | 83                                                                          | 83                                                                          | 80                                                                          | 78                                                                          | 76                                                                          | 76                                                                          |
| Извор: PAGASA                                                               |                                                                             |                                                                             |                                                                             |                                                                             |                                                                             |                                                                             |                                                                             |                                                                             |                                                                             |                                                                             |                                                                             |                                                                             |                                                                             |